# 宇宙からのツタンカーメン
『宇宙からのツタンカーメン』（原題：Time Walker）は、1982年にアメリカ合衆国で製作されたSFホラー映画。日本では劇場公開されず、ビデオスルーとなった。
テレビ朝日で『宇宙から来たツタンカーメン/消えたミイラ!全裸美女に迫る古代エジプトの魔神』、テレビ東京では『タイム・ウォーカー/時空の聖櫃』の題で放映された。DVD化の際のタイトルは『宇宙からのツタンカーメン/タイム・ウォーカー 時空の聖櫃』。

## ストーリー
エジプトのツタンカーメン王の墓から棺に入った一体のミイラが発見される。マッカデン教授は研究目的でアメリカ合衆国にミイラを持ち帰るが、レントゲン撮影の際に研究員が誤ってX線を大量に照射したためにミイラが蘇ってしまう。研究員が棺の中にあった宝石を盗んでいたことから、ミイラは町の女性たちを巻き込みながら宝石を奪い返す。
一方、レントゲン写真を分析していたマッカデン教授は、ミイラの正体が地球人ではなく宇宙人であることに気づく。追い詰められた宇宙人を警官による発砲から庇ったマッカデン教授は、宇宙人と共に地球を去る。

## キャスト
| 役名                        | 俳優                               | 日本語吹替 |
| 役名                        | 俳優                               | テレビ朝日版 |
| --------------------------- | ---------------------------------- | --- |
| ダグラス・マッカデン教授    | ベン・マーフィ                     | 津嘉山正種 |
| スージー・フラー            | ニナ・アクセルロッド               | 横沢啓子 |
| ピーター・シャープ          | ケヴィン・ブロフィ                 | 佐古雅誉 |
| ジャック・パーカー          | ロバート・ランドム                 | 野島昭生 |
| ウェンデル・J・ロスモア博士 | ジェームズ・カレン                 | |
| ブルース・セラーノ博士      | サム・チュー・Jr                   | 寺田誠 |
| ジェニー                    | メリッサ・プロフェット             | 高島雅羅 |
| ケン・メルローズ博士        | オースティン・ストーカー           | 坂口芳貞 |
| グレッグ・ハウザー          | ジェラルド・プレンダガスト         | 小滝進 |
| リンダ・フローレス          | シャーリー・ベラフォンテ＝ハーパー | 山田栄子 |
| ヘイワーズ博士              | アントワネット・バウアー           | |
| プラマー警部補              | ダーウィン・ジョストン             | 仁内建之 |
| シェリー                    | グレタ・ブラックバーン             | |
| ビル・ヴォグラー            | ジョン・ラヴァチエッリ             | |
| ウィロビー警部              | クリント・ヤング                   | 村松康雄 |
| コートニー                  | ケン・ギベル                       | |
| マイケル・ゴールドスタイン  | ゲイリー・デュビン                 | 塩沢兼人 |
| エレン・ウィンターズ        | グレタ・スタッフ                   | |
| 不明 その他                 |                                    | 鵜飼るみ子 藤夏子 宮田光 林一夫 塩屋浩三 安田隆 大塚芳忠 沢木郁也 向殿あさみ 伊井篤史 勝生真沙子 小宮和枝 花咲きよみ 西村知道 頓宮恭子 山岡葉子 |
|                             |                                    | |
| 演出                        | 演出                               | 福永莞爾 |
| 翻訳                        | 翻訳                               | 宇津木道子 |
| 効果                        | 効果                               | 赤塚不二夫 PAG |
| 調整                        | 調整                               | 国定保孝 |
| 制作                        | 制作                               | 日米通信社 |
| 解説                        | 解説                               | 淀川長治 |
| 初回放送                    | 初回放送                           | 1984年11月18日 『日曜洋画劇場』 |

- 日本語吹替はキングレコードより発売のBlu-ray Discに収録。